# Al-Hannaja
Al-Hannaja (arab. الحناية; fr. Hennaya)  – jedna z 53 gmin w prowincji Tilimsan, w Algierii, znajdująca się w środkowej części prowincji, około 10 km na północny zachód od Tilimsan. W 2008 roku gminę zamieszkiwało 33356 osób. Numer statystyczny gminy w Office National des Statistiques d'Algérie to 1326.